# Tokénisme
Le tokénisme, ou diversité de façade au Québec, est une pratique consistant à faire des efforts symboliques d'inclusion vis-à-vis de groupes minoritaires, dans le but d'échapper aux accusations de discriminations. Dans le monde du travail, par exemple, il s'agit pour une entreprise de recruter quelques personnes issues de ces groupes et de le mettre en avant. La pratique est à différencier de la discrimination positive, le tokénisme n'étant pas forcément pratiqué dans l'intention de promotion des individus mis en avant mais plutôt dans l'intention de cacher la réalité et de produire des « cache-misère ».
« Tokénisme » est aussi un terme utilisé en psychologie pour décrire les situations de proportions inégales entre femmes et hommes dans un domaine donné (études, professions) : le tokénisme permet de qualifier les situations où les proportions sont très inégalitaires, les personnes de la catégorie la moins représentée étant qualifiées de « tokens », les autres étant qualifiées de « dominantes ».

## Origine du terme
En anglais, l'adjectif « token » placé devant un nom de minorité désigne un personnage de fiction qui est membre d'une minorité, placé dans le but de représenter cette minorité. L'expression anglaise correspondant à « quota ethnique » est donc « tokenism » (le mot « tokénisme » est quelquefois utilisé en français pour évoquer cette pratique dans les séries américaines). 
L'usage adjectival peut être traduit par « d'honneur » ou « alibi », selon les cas. 
Le tokenism peut se traduire par « politique de pure forme », « mesure symbolique », « poudre aux yeux », « trompe-l'œil », ou « cache-misère ».
Dans la culture populaire, pour critiquer cette pratique les auteurs de la série satirique South Park ont nommé de manière sarcastique Token le seul camarade noir des protagonistes.

## Parité femmes-hommes
En France, le groupe féministe La Barbe lutte contre le tokénisme, c’est-à-dire contre l’effet « poudre aux yeux », qui consiste à nommer quelques femmes dans des hautes instances du pouvoir, qui demeurent après cela masculinisées dans une proportion non harmonieuse.
Selon Chloé Freslon, il existe un phénomène appelé « falaise de verre » (en anglais « glass cliff »), dans lequel les femmes sont plus souvent appelées à jouer un rôle de chef d’entreprise en période de crise et sont donc soumises à plus de critiques si les entreprises ne fonctionnent pas bien.

## Sources
- Cet article est partiellement ou en totalité issu de l'article intitulé « Token » (voir la liste des auteurs).

- (en) Cet article est partiellement ou en totalité issu de l’article de Wikipédia en anglais intitulé « Tokenism » (voir la liste des auteurs).